# 平坊镇
平坊镇是中国黑龙江省哈尔滨市宾县下辖的一个镇，位于县境西部。